# القفلة (سباح)

تعديل مصدري - تعديل

القفلة هي إحدى قرى عزلة سباح بمديرية سباح التابعة لمحافظة أبين، بلغ تعداد سكانها 129 نسمة حسب تعداد اليمن لعام 2004.